# 和歌山県道179号吉原湯浅線
和歌山県道179号吉原湯浅線（わかやまけんどう179ごう よしはらゆあさせん）は、和歌山県有田郡有田川町から有田郡湯浅町に至る一般県道である。

## 概要
有田郡有田川町大字吉原から有田郡湯浅町大字湯浅に至る。
地元住民などの生活道路として設置されており、起点から徳吉トンネル付近までは住宅地や山の中を通っている。
徳吉トンネル付近から吉見坂途中までと、有田川町奥地区から終点までの区間は、比較的走りやすい2車線道となっている。しかし、吉見坂途中から同町奥地区付近にかけては狭隘な山越え道となっており、迂回路として2車線の町道がある。迂回路は、吉見坂方面へ右折せずに直進し、町道との丁字路を右折する。
国道42号と合流し南下すると、終点の湯浅交差点である。

### 路線データ
- 起点：和歌山県有田郡有田川町大字吉原（国道424号交点）
- 終点：和歌山県有田郡湯浅町大字湯浅（湯浅交差点、国道42号上、和歌山県道23号御坊湯浅線終点）
- 実延長：8.2 km

## 歴史
- 1959年（昭和34年）5月14日 - 和歌山県が一般県道として吉原湯浅線を認定[1]。
- 2022年（令和4年）12月27日 - 有田川町大字吉見 - 同町大字奥を結んでいた2車線の町道が県道に昇格[2]。

## 路線状況

### 重複区間
- 国道42号（有田郡湯浅町大字栖原 - 有田郡湯浅町大字湯浅・湯浅交差点（終点））

### 道路施設

#### 橋梁
- 第一吉見大橋（吉見川、有田郡有田川町）
- 吉見大橋（吉見川、有田郡有田川町）
- 第二吉見大橋（吉見川、有田郡有田川町）
- 幸明橋（熊井川、有田郡有田川町）

#### トンネル
- 徳吉トンネル：延長82 m、1977年（昭和52年）竣工、有田郡有田川町

## 地理

### 通過する自治体
- 和歌山県
  - 有田郡有田川町 - 有田郡湯浅町

### 交差する道路
| 交差する道路                                   | 市町村名 | 市町村名 | 交差する場所 | 交差する場所      |
| ---------------------------------------------- | -------- | -------- | ------------ | ----------------- |
| 国道424号                                      | 有田郡   | 有田川町 | 大字吉原     | 起点              |
| 国道42号 重複区間起点                          | 有田郡   | 湯浅町   | 大字栖原     |                   |
| 国道42号 重複区間終点 和歌山県道23号御坊湯浅線 | 有田郡   | 湯浅町   | 大字湯浅     | 湯浅交差点 / 終点 |

### 交差する鉄道
- 紀勢本線

### 沿線
- 横田郵便局
- 湯浅町立湯浅中学校
- 和歌山県立耐久高等学校